# Cybocephalus similiceps
Cybocephalus similiceps is een keversoort uit de familie Cybocephalidae. De wetenschappelijke naam van de soort is voor het eerst geldig gepubliceerd in 1858 door Jacquelin du Val.